# Странджата (стадион)
Вижте пояснителната страница за други значения на Странджата.
„Странджата“ е български стадион намиращ се в гр. Кюстендил, в кв. „Никола Въжаров“. На него осъществява тренировъчна подготовка футболен клуб „Велбъжд 1919“.
Стадион „Странджата“ е открит през 1974 г. Наречен е на Кирил Николов – Странджата, активен участник в масовия терор след Деветосептемврийския преврат от 1944 година.
Стадионът разполага със затревен футболен терен (110 х 73 м.), лекоатлетическа писта (400 м., 8 коридора) с кортово покритие, сектори за дълъг и висок скок и за хвърляне копие и сектори за мятане на диск и тласкане гюле.